# Cò quăm cổ vàng sẫm
Cò quăm cổ vàng sẫm, tên khoa học Theristicus caudatus, là một loài chim trong họ Threskiornithidae.
Loài cò này được tìm thấy rộng rãi trong các môi trường sống mở ở phía đông và bắc Nam Mỹ. Trước đây loài này loài cò quăm mặt đen tương tự như một phân loài, nhưng loài đó gần như bị hạn chế hoàn toàn ở các vùng lạnh hơn của Nam Mỹ, có phần ngực dưới màu xám (không phải màu xám đen) và thiếu các mảng cánh lớn màu trắng tương phản.

## Phân loài
- T. c. caudatus (Boddaert, 1783)
- T. c. hyperorius (Todd, 1948)